# Serra do Penitente
Serra do Penitente är ett högland i Brasilien.   Det ligger i delstaten Maranhão, i den östra delen av landet, 800 km norr om huvudstaden Brasília.
Trakten runt Serra do Penitente består till största delen av jordbruksmark. Trakten runt Serra do Penitente är nära nog obefolkad, med mindre än två invånare per kvadratkilometer.